# Nyakagezi (periodiskt vattendrag i Burundi, Gitega)
Nyakagezi är ett periodiskt vattendrag i Burundi.   Det ligger i provinsen Gitega, i den centrala delen av landet, 70 km öster om huvudstaden Bujumbura.
Omgivningarna runt Nyakagezi är en mosaik av jordbruksmark och naturlig växtlighet. Runt Nyakagezi är det ganska tätbefolkat, med 239 invånare per kvadratkilometer.